# إنديانابوليس 500 سنة 2018
إنديانابوليس 500 سنة 2018 (بالإنجليزية: 2018 Indianapolis 500)‏ هو سباق فورمولا 1
أقيم بتاريخ 2018 في إنديانابوليس موتور سبيدواي، الولايات المتحدة، وأحد سباقات سلسلة إندي كار 2018، وكان أول المنطلقين إد كاربنتر.
فاز بالمركز الأول  ويل باور.